# Makay Margit
Makay Margit Izidóra Kornélia Jozefa (Miskolc, 1891. augusztus 4. – Budapest, 1989. november 6.) magyar színésznő, érdemes és kiváló művész.

## Művészi pályája
Édesapja Makay Izidor huszárezredes, vívómester, édesanyja jankafalvai Szeremley Mária. Testvérei Jenő és Gabriella.  Férjével, a nála 20 évvel idősebb dr. Marton Miksa ügyvéddel, egy színházi-irodalmi ügynökség tulajdonosával, aki 1936. augusztus 2-án hunyt el, 1919. augusztus 16-án házasodtak össze.
1909-ben szerzett diplomát a Színészakadémián.
Ezután egy évig Miskolcon játszott, majd 1910-ben a Vígszínházban Molnár Ferenc: Az ördög című darabjának női főszerepével, amelyet Varsányi Iréntől vett át, mutatkozott be.
Játszott az Unió Rt. színházaiban, 1926-ban a Belvárosi, 1937-ben a Magyar és az Andrássy úti Színházban, 1938-ban a Terézkörúti Színpadon, 1929–1935 között a Vígszínházban szerepelt. 1935–1948 között a Nemzeti Színház művésznője volt. 1937-től 1944-ig beszédtechnikát tanított a Színészakadémián.
1948–50-ben részt vett a Madách Színház vezetésében, majd 1950-től haláláig ismét a Nemzeti Színház tagja volt.

## Színészi karaktere
Sokoldalú egyéniség, jellemábrázoló képessége tragikus és vígjátéki szerepekben, könnyed szalondarabokban egyaránt érvényesült. Orgánuma szép, szövegmondása kiváló volt. Nyolcvanéves kora után még filmezett, nagy sikerrel játszotta el Örkény István Macskajáték c. drámájának filmváltozatában Paula szerepét. 92 éves korában lépett utoljára színpadra özv. Brodarics Antalné szerepében Karinthy Ferenc Bösendorfer című színdarabjában.

## Főbb színpadi szerepei
- Jolán (Molnár Ferenc: Az ördög)

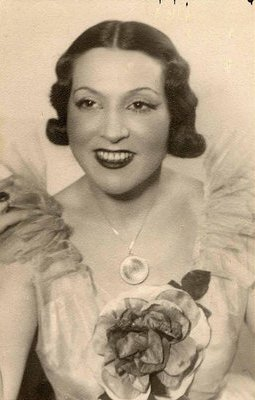
Makay Margit az 1910-es években

- Olga (Heltai Jenő: A tündérlaki lányok)
- Matild (Musset: Kaland)
- Irina (Csehov: Három nővér)
- Varja (Csehov: Cseresznyéskert)
- Tisza Ilona (Herczeg Ferenc: Ocskay brigadéros)
- Elmira (Molière: Tartuffe)
- Gertrud (Shakespeare: Hamlet)
- Iokaszté (Szophoklész: Oidipusz király)
- Gertrudis (Katona József: Bánk bán)
- Christine (Eugene O’Neill: Amerikai Elektra)
- Ann Putnam (Arthur Miller: A salemi boszorkányok)
- Maja (Henrik Ibsen: Ha mi holtak feltámadunk)
- Ágnes császárné (Németh László: VII. Gergely)
- Özv. Brodarics Antalné (Karinthy Ferenc: Bösendorfer)

## Filmszerepei

### Játékfilmek
- Keserű szerelem (1912)
- Az aranyember (1918)
- Júdás fiai (1920)
- 5 óra 40 (1939)
- Bercsényi huszárok (1940)
- Havasi napsütés (1941)
- Egér a palotában (1942)
- Egy asszony elindul (1949)
- Úri muri (1949)
- Erkel (1952)
- Két vallomás (1957)
- Sóbálvány (1958)
- Vörös tinta (1959)
- Kard és kocka (1959)
- Nappali sötétség (1963)
- A kőszívű ember fiai 1-2. (1964)
- Egy magyar nábob (1966)
- Hangyaboly (1971)
- Macskajáték (1972)
- Tűzoltó utca 25. (1973)
- 141 perc a befejezetlen mondatból (1975)
- Ballagó idő (1975)
- Egy erkölcsös éjszaka (1977)
- Piroska és a farkas (1988)

### Tévéfilmek
- Vihar a Sycamore utcában (1959)
- A kártyavár (1967)
- Francia tanya (1972)

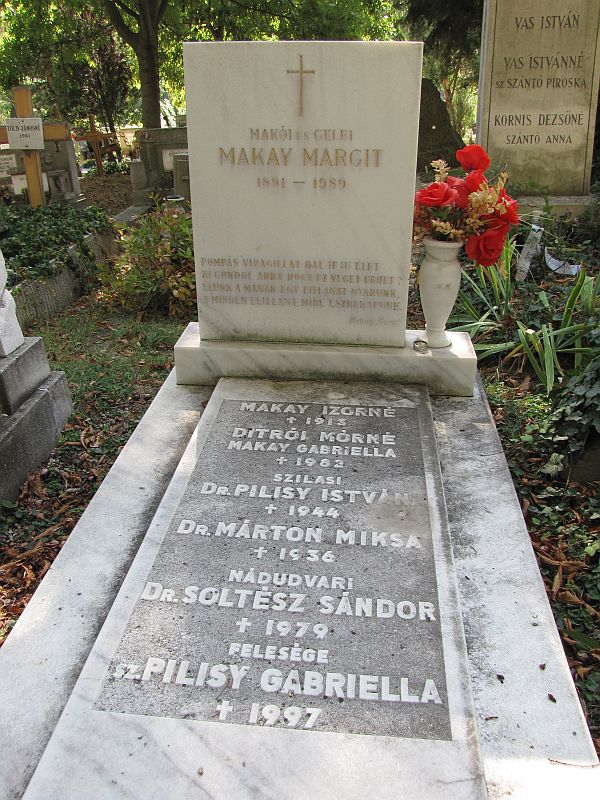
Makay Margit sírja Budapesten. Farkasréti temető: 31-2080

- Megtörtént bűnügyek (1974) Gyilkosság Budán című része
- Mélosz pusztulása (1976)
- Bösendorfer (1984)

## Díjai
- Érdemes művész (1959)
- Kiváló művész (1962)
- Kazinczy-díj (1963)
- Magyar Filmkritikusok Díja – Legjobb női alakítás díja (1978)
- A Magyar Népköztársaság Babérkoszorúval Ékesített Zászlórendje (1985)
- A Nemzeti Színház örökös tagja (1989)